# Coscinedes
Coscinedes is een kevergeslacht uit de familie van de boktorren (Cerambycidae). De wetenschappelijke naam van het geslacht werd voor het eerst geldig gepubliceerd in 1885 door Bates.

## Soorten
Coscinedes omvat de volgende soorten:
- Coscinedes gracilis Bates, 1885
- Coscinedes oaxaca Martins & Galileo, 2006